# Schirndingerové ze Schirndingu
Schirndingerové ze Schirndingu, německy Schirndinger von Schirnding, jsou šlechtický rod pocházející z Horní Falce, jehož větev se na začátku 16. století začala usazovat také v západních Čechách.
Rodové jméno i přídomek se někdy uvádějí ve tvaru Schirdinger či Schirding (např. Schirdingovský palác) a Ottův slovník naučný uvádí dokonce počeštěnou podobu Širntyngár ze Širntynku.

## Historie jména a rodu
Původ rodu je kladen do Schirndingu, obce ležící v německé spolkové zemi Bavorsko, dřívější Horní Falci. Ta je spolu s rodem von Schirnding poprvé zmiňována v roce 1377. Jedna z rodových linií získala počátkem 16. století statky v západních Čechách. Později se rozdělila na baronskou a hraběcí větev; někteří potomci baronské větve žili také v Bavorsku, v Prusku i v Jižní Africe. V Čechách patřila této větvi od roku 1555 především Lesná u Tachova (německy Schönwald); lesenský zámek, který nechal přestavět z dřívější tvrze František Jáchym Schirndinger v roce 1787, patřil rodu až do roku 1945). Posledním majitelem byl Hans Schirndinger (1881–1950). Dalšími statky patřícími v minulosti rodu byly např. Chotiměř, Stanětice nebo Nahošice.
Hraběcí linii (titul od roku 1793) patřila Kamenná Lhota v jižních Čechách a jejím posledním majitelem z tohoto rodu byl Rudolf Schirndinger (* 1884).
Se jménem rodu je spojen také Schirdingovský palác v Praze (v majetku 1752–1838).
Mezi známé příslušníky rodu patří např. pražský spisovatel hrabě Ferdinand Schirndinger (1808–1845) nebo německý básník, esejista a literární kritik Albert von Schirnding (* 9. dubna 1935 v Řezně).

## Erb
Rodovým erbem je zlatý štít, v něm tři černé osekané větve (ostrve) ležící vodorovně nad sebou.